# Libocedrus chevalieri
Libocedrus chevalieri ist ein immergrüner Nadelbaum aus der Gattung der Schuppenzedern (Libocedrus). Die Art bildet Sträucher oder kleine Bäume mit dichten und buschigen Kronen. Das Verbreitungsgebiet liegt auf Neukaledonien, dort wächst sie nahe dreier Gipfel in Buschwald mit hohen jährlichen Niederschlagsmengen. Sie ist vom Aussterben bedroht und hat keine wirtschaftliche Bedeutung.

## Beschreibung

### Habitus
Libocedrus chevalieri bildet ausgebreitete Sträucher oder kleine, 2 bis 5 Meter hohe Bäume mit Stammdurchmesser von etwa 10 Zentimetern. Die Borke ist rau und schuppig, braun und blättert in dünnen, unregelmäßigen Streifen und Platten ab. Die Äste sind zahlreich, aufsteigend und bilden eine dichte, buschige, häufige rundliche Krone. Die belaubten Zweige wachsen in Form von Wedeln, die dichte Büschel bilden. Die äußersten Zweige sind beinahe gegenständig bis wechselständig, völlig von Blättern bedeckt, bleibend, 20 bis 50 Millimeter lang, etwa gleich lang, verkürzen sich jedoch zum Ende des Hauptzweigs hin. Der Querschnitt ist rhombisch, etwas abgeflacht und 3 bis 4 Millimeter breit.

### Blätter
Die Blätter wachsen kreuzgegenständig und sind an den Hauptzweigen breit herablaufend. Sie sind überlappend und leicht zweigestaltig bis gleichgestaltig. Flächen- und Kantenblätter sind beinahe gleich groß, 2,5 bis 5 Millimeter lang und 2 bis 2,5 Millimeter breit. Die Flächenblätter sind dreieckig-rhombisch, angedrückt, an der Spitze gekielt, bespitzt und an der Basis teilweise von den beidseitig abgeflachten, mehr oder weniger zurückgebogenen, spitzen bis zugespitzten Kantenblättern überdeckt. Die Blätter bilden beidseitig Spaltöffnungen, bei Flächenblättern nahe der Basis, bei den Kantenblättern sind sie deutlicher ausgeprägt und auf beiden Seiten gleich häufig. Die Blätter sind hellgrün, ältere Blättere zeigen eine rötlich braune Tönung.

### Zapfen und Samen
Die Pollenzapfen stehen einzeln an Zweigenden. Sie sind zylindrisch, 8 bis 10 Millimeter lang bei Durchmessern von 2,5 bis 3,5 Millimetern. Die 16 bis 24 Mikrosporophylle wachsen kreuzgegenständig. Sie sind schildförmig, bespitzt, leicht gekielt, ganzrandig und haben vier bis manchmal sechs kleine, gelbe, abaxiale Pollensäcke. Die Samenzapfen stehen an Enden von Zweigen und entwickeln sich innerhalb einer Wachstumsperiode zu einer Länge von manchmal nur 10 meist 12 bis 16 Millimetern. Die Deckschuppen sind leicht faltig, die beiden oberen sind 10 bis 14 Millimeter lang und 5 bis 7 Millimeter breit, das untere Paar ist 10 bis 12 Millimeter lang und 3 bis 4 Millimeter breit. Je Zapfen werden ein oder zwei eiförmig-längliche, leicht abgeflachte, spitze, 5 bis 6 Millimeter lange und etwa 2,5 Millimeter breite, gelblich braune Samen mit zwei gegenständigen, dünnhäutigen Flügeln gebildet. Der kleinere Flügel bildet einen weniger als 1 Millimeter breiten Streifen, der größere ist gelblich braun, oval-länglich, 8 bis 10 Millimeter lang und 3 bis 4 Millimeter breit.

## Verbreitung und Standortansprüche
Das natürliche Verbreitungsgebiet von Libocedrus chevalieri liegt auf Neukaledonien in der Südprovinz am Mt. Humboldt und am Mt. Kouakouè, und in der Nordprovinz in Poindimiè am Mt. Ton Non. Die Art wächst in Höhen von 650 bis 1620 Metern auf Hängen nahe der Spitze der höchsten Gipfel in steilem Gelände in 2 bis 5 Meter hohem Buschwald. Das Klima ist feucht mit hohen jährlichen Niederschlagsmengen.

## Gefährdung
In der Roten Liste der IUCN wird Libocedrus chevalieri als vom Aussterben bedroht („Critically Endangered“) geführt. Das Verbreitungsgebiet der Art beschränkt sich auf isolierte Populationen nahe dreier Berggipfel, wobei die beiden Gipfel in der Südprovinz in geschützten Bereichen liegen. Die letzten Sammlungen aus der Nordprovinz stammen aus den 1970er-Jahren, seitdem gibt es keine weiteren Funde aus dieser Gegend. Die Bäume zeigen nur ein langsames Wachstum und geringe Regenerationsfähigkeit und sind durch erhöhte Feuerhäufigkeit aber auch durch Klimaveränderungen gefährdet. Der Bergbau ist auch in den geschützten Bereichen erlaubt, was ein weiteres Gefährdungspotential darstellt. Das gesamte nachgewiesene Verbreitungsgebiet, ohne die unsicheren Bestände in der Nordprovinz, erstreckt sich über ein Gebiet von nur 22 Quadratkilometer.

## Systematik und Forschungsgeschichte
Libocedrus chevalieri ist eine Art der Gattung der Schuppenzedern (Libocedrus) in der Familie der Zypressengewächse (Cupressaceae). Sie wurde 1949 von John Theodore Buchholz im Bulletin du Muséum National d'Histoire Naturelle erstbeschrieben. Der Gattungsname Libocedrus leitet sich vom Griechischen libos für „Träne“ oder „Tropfen“ ab, verweist damit auf austretende Harztropfen, und von cedrus dem Gattungsnamen der Zedern. Das Artepitheton chevalieri ehrt den Sammler L. Chevalier, der in den 1940er und 1950er Jahren auf Neukaledonien tätig war.
Alexander Borissowitsch Doweld ordnete 2001 die drei Schuppenzedernarten aus Neukaledonien, Libocedrus yateensis, Libocedrus austrocaledonica und Libocedrus chevalieri, einer eigenen Gattung Stegocedrus zu. Diese Einordnung wird meist jedoch nicht anerkannt, Stegocedrus chevalieri ist nur ein Synonym der Art.

## Verwendung
Die Art wird nicht wirtschaftlich genutzt. Einige junge Pflanzen werden in wenigen botanischen Gärten in Glashäusern zur Forschungszwecken kultiviert.